# 大玄錫
大玄錫（？—893年），是渤海国第十三代君主，大氏，在位期間871年至893年，大虔晃的孙子。

## 生平
871年（唐懿宗咸通十二年），大虔晃去世，大玄錫即位。冬，政堂省左允杨成规等一百零五人出使日本。翌年，门孙宰、崔宗佐等出使唐朝，海中遇风，漂流到日本。876年（唐僖宗乾符三年）冬，派遣政堂省孔目官杨中远等一百余人出使日本。882年（唐僖宗中和二年）冬，派遣文籍院少监等一百余人出使日本。891年（唐昭宗大顺二年）冬，派遣文籍院少监王龟谋等一百余人出使日本。在位期间，四次遣使朝唐，派学生至唐京学习古今制度。所辖地有五京、十五府、六十二州。893年，大玄錫死，大瑋瑎嗣位。

## 家族列表

### 父母及兄弟
- 祖父大虔晃

### 子女

#### 子
- 子 大瑋瑎

## 《桓檀古记》
《桓檀古记》称大玄錫被尊为明宗景皇帝。